# Geovânio Bonfim Sobrinho
Geovânio Bonfim Sobrinho, besser bekannt als Wando, (* 13. März 1963 in Rio de Janeiro, Brasilien) ist ein ehemaliger brasilianischer Fußballspieler.

## Karriere
Wando begann seine Karriere 1981 in Brasilien bei CR Vasco da Gama und wechselte nach knapp eineinhalb Jahren zum portugiesischen Verein Sporting Braga. Zwei Jahre später unterschrieb er einen Vertrag bei Benfica Lissabon. Mit dem Verein stand er in der Saison 1987/88 im Finale des Europapokals der Landesmeister. Wando wurde in der 57. Minute für Rui Águas eingewechselt, allerdings wurde das Spiel gegen die PSV Eindhoven im Elfmeterschießen verloren. Mit Benfica gewann er jedoch die Primeira Liga und die Taça de Portugal. 1988 wechselte er für eine Spielzeit zu Vitória Setúbal. Von 1989 bis 1991 war er für Marítimo Funchal aktiv. Nach einem Jahr beim FC Calheta stand er in der Saison 1992/93 zum Abschluss seiner Karriere beim türkischen Verein Torku Konyaspor unter Vertrag.